# 多廖拉
多廖拉是意大利阿布鲁佐大区基耶蒂省的一个镇。